# Vačice malá
Vačice malá (Marmosa lepida) je vačice, která pochází z Jižní Ameriky.

## Základní údaje
- Dělka těla: 8–11 cm
- Dělka ocasu: 15 cm
- Hmotnost: do 10 g

## Vzhled
Srst má na zádech červenohnědou, spodní část krémovou až bílou. Má hlavu se špičatým čenichem, velkýma ušima a očima. Ocas má dlouhý, tenký a nahý.

## Způsob života
Způsob života této vačice je neznámý. Je aktivní v noci. Ocas používá k lezení po stromech. Reprodukce a výchova mláďat je neprobádaná. Živí se převážně hmyzem.

## Výskyt
Vyskytuje se v Surinamu, východní Kolumbii, Ekvádoru, Peru, Brazílii a Bolívii. Žije v tropických deštných pralesích.

## Ohrožení a ochrana
V Červené knize ohrožených druhů Mezinárodního svazu ochrany přírody byl klasifikován jako vysoce rizikově málo dotčen (LC).